# Тревіс Конечни
Тревіс Конечни (англ. Travis Konecny, 11 березня 1997, Четем-Кент, Онтаріо) — канадський хокеїст, центральний нападник. Гравець команди ОХЛ «Оттава Сиксті Севенс». Бронзовий медаліст юніорського чемпіонату світу з хокею 2014 року, а також переможець Меморіалу Івана Глінки 2014 року.
За підсумками сезону 2013-14 років був визнаний найкращим новачком сезону в ОХЛ, за що й отримав приз сім'ї Еммс.
Тревіс Конечни є далеким родичем хокейного сімейства Горватів, зокрема гравця «Лондон Найтс» Бо Горвата.

## Статистика
Останнє оновлення: 17 серпня 2014 року
| Сезон   | Клуб        | Ліга | Регулярний сезон | Регулярний сезон | Регулярний сезон | Регулярний сезон | Регулярний сезон | Регулярний сезон | Плей-оф | Плей-оф | Плей-оф | Плей-оф | Плей-оф | Плей-оф |
| Сезон   | Клуб        | Ліга | Ігри             | Г                | П                | О                | Ш                | +/-              | Ігри    | Г       | П       | О       | Ш       | +/-     |
| ------- | ----------- | ---- | ---------------- | ---------------- | ---------------- | ---------------- | ---------------- | ---------------- | ------- | ------- | ------- | ------- | ------- | ------- |
| 2013-14 | Оттава 67-і | ОХЛ  | 63               | 26               | 44               | 70               | 18               | -15              | -       | -       | -       | -       | -       | -       |